# Fuerte de Colcura
Fuerte de Colcura es una fortificación chilena ubicada en la localidad de Colcura, comuna de Lota, Provincia de Concepción, considerado desde 1977 Monumento Histórico de Chile.
Ubicado en una punta-mirador hacia el Golfo de Arauco, sus cañones son legítimos de la época pero modificados puesto que se ubican sobre metal contemporáneo. También se encuentra una pileta. El acceso es libre y público, se accede por subidas o senderos de tierra peatonales y de vehículo tanto desde Colcura como desde Lota.

## Historia
El fuerte fue inicialmente emplazado en 1602 durante la época colonial del Imperio español. Se estableció por orden del Gobernador Alonso de Ribera (1601-1605) bajo el nombre de San Miguel Arcángel. La fortificación fue abandonada y repoblada en diversas ocasiones según cómo se iba desenvolviendo la Guerra de Arauco.
En febrero de 1662, el gobernador Pedro Porter Casanate (1656-1662) alzó la fortificación San Miguel Arcángel de Colcura sobre los antiguos cimientos del antiguo fuerte. Allí muere el 27 de febrero de ese año, siendo sucedido brevemente por el interino Diego González Montero (27 de febrero-22 de mayo) y luego por Ángel de Peredo (1662-1664) quien marcha un poco hacia el sur con 700 soldados y funda la Playa de San Miguel Arcángel de Peredo, que más tarde pasaría a llamarse Colcura.
Avanzada la Guerra de Arauco, la actividad en el fuerte fue disminuyendo, manteniendo aun así su importancia estratégica hasta el término de la colonia, por estar ubicada entre San Pedro y la Plaza de Arauco.
Ya en la época republicana, otras construcciones militares utilizarán el emplazamiento del fuerte de Colcura, y con motivo de la Guerra del Pacífico (1879-1883) se instalará en la punta Fuerte Viejo una de las dos baterías costeras que debían proteger el puerto carbonífero de Lota. Los cañones actualmente presentes en el monumento corresponderían a esta batería, siendo dos piezas Armstrong y un Low Moor.[cita requerida]